# Marco Falaguasta
Marco Falaguasta (Roma, 29 settembre 1970) è un attore e commediografo italiano.

## Biografia
Nasce a Roma il 29 settembre 1970. Nel 1994 si laurea in Giurisprudenza presso l'Università La Sapienza di Roma; lavora per diversi anni come avvocato penalista. Formatosi professionalmente alla Scuola di Teatro Popolare diretta da Fiorenzo Fiorentini e successivamente al laboratorio di recitazione avanzato diretto da Beatrice Bracco, nel 2005 partecipa al corso di sceneggiatura presso Rai Fiction. Nel 1991 crea la compagnia teatrale Bona la prima, con la quale nel 1992 esordisce con la commedia So tutto sulle donne. Lavora anche come commediografo, sceneggiatore . 
Come regista ha diretto il film Due volte Natale (2004), di cui ha scritto anche la sceneggiatura, tratta dalla commedia teatrale omonima, messa in scena per la prima volta nel 2001.
Dal 2003 lavora in televisione in varie fiction televisive, tra cui Diritto di difesa, Incantesimo 7 e Orgoglio, dove interpreta il ruolo di Claudio Manzi, ed anche Una famiglia in giallo, diretta da Alberto Simone, in cui è Corso Salimbeni.
Dal 2006 al 2008 interpreta il ruolo di Michele Raggi nella soap opera di Canale 5 CentoVetrine. Nel 2007 è interpreta il ruolo di Guido Salimbeni, della miniserie televisiva di Raiuno La terza verità, regia di Stefano Reali.
Nel 2008 partecipa a un episodio della miniserie Provaci ancora prof 3 e nel 2009 è protagonista della miniserie Il bene e il male. Nel 2012 è coprotagonista con Lando Buzzanca e Martina Colombari della serie televisiva Il restauratore. Nel 2013 è Rico Bastiani ne I segreti di Borgo Larici, serie televisiva con la regia di Alessandro Capone, e ancora il commissario Maccari nella seconda stagione della serie Il restauratore. Nel 2015 interpreta il ruolo del Capitano dei Carabinieri Massimo De Francisci, al fianco di Sabrina Ferilli in Rimbocchiamoci le maniche, per la regia di Stefano Reali.
È direttore artistico del Teatro Testaccio di Roma. Gestisce laboratori di recitazione ed è autore del libro È facile smettere di sposarti se sai come farlo insieme a Mauro Graiani, edito da Kowalski.

## Vita privata
È sposato dal 2004 con Alessia Latino dalla quale ha avuto due figli: Gaia ed Edoardo.

## Filmografia

### Cinema
- Due volte Natale, regia di Marco Falaguasta (2004)[1]
- Il ritorno del Monnezza, regia di Carlo Vanzina (2005)
- Gli ultimi saranno ultimi, regia di Massimiliano Bruno (2015)
- Le avventure di Mr Food & Mrs Wine, regia di Antonio Silvestre (2018) – cortometraggio
- Il legionario, regia Hleb Papou (2021)

### Televisione
- Distretto di Polizia – serie TV, episodio 4x20 (2003)
- La squadra – serie TV (2003)
- Carabinieri – serie TV (2004)
- Diritto di difesa – serie TV (2004)
- Incantesimo – serial TV (2004)
- Una famiglia in giallo – serie TV (2005)
- Orgoglio – serie TV (2005-2006)
- CentoVetrine – serial TV (2006-2008)
- La terza verità, regia di Stefano Reali – miniserie TV (2007)
- Provaci ancora prof! – serie TV (2008)
- Il bene e il male, regia di Giorgio Serafini – miniserie TV (2009)
- Le segretarie del sesto, regia di Angelo Longoni – miniserie TV (2009)
- Paura di amare – serie TV (2010-2013)
- Il restauratore – serie TV (2012–2014)
- Come un delfino – serie TV (2013)
- I segreti di Borgo Larici – serie TV (2013)
- Rimbocchiamoci le maniche – serie TV (2016)
- L'amore strappato, regia di Ricky Tognazzi e Simona Izzo – miniserie TV (2019)
- Storia di una famiglia perbene – serie TV, 6 episodi (2021-2024)

## Teatrografia
Commedie scritte, dirette e interpretate dal 1992:
- Neanche il tempo di piacersi - 2020
- Cotto e stracotto
- Non si butta via niente
- Prima di fare l'amore
- So tutto sulle donne
- Letti a castello
- Tempi supplementari
- Bolle di sapone
- Due volte Natale
- Andata e ritorno
- Non vedo l'ora
- Trenta senza lode
- Il sapore della luna
- E poi gli dirò
- So tutto sulle donne, 20 anni dopo
- Punto e... a capo
- Pane e befane

## Riconoscimenti
- Premio come miglior giovane regista della città di Rom (2002)
- Non vedo l'ora – Premio Ettore Petrolini (2003)
- Trenta senza lode – Miglior commediografo dell'anno (2004)
- Rimbocchiamoci le maniche – Miglior attore coprotagonista al Premio dei Volsci (2017)
- Rimbocchiamoci le maniche – Premio Moige per la fiction più educativa (2017)